# Köröm

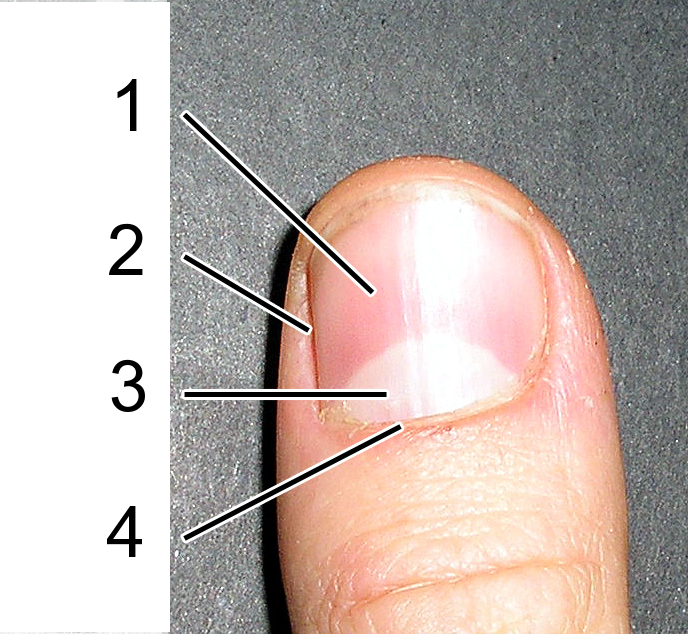
Emberi köröm részei:
1 - körömtányér, körömlemez
2 - körömbarázda, körömsánc (vallum unguis)
3 - holdacska, félhold (lunula)
4 - hám, körömágy (matrix unguis)

A köröm (unguis), az ujjak végpercének háti oldalán fekvő, a közepén kissé domború, rugalmas szarulemez, amely a bőr irharétegének módosult részéhez rögzül, amit körömágynak neveznek.

## Szerkezete
A körömcsúcs az ágyon túl szabadon kiáll, hátulsó és oldalsó szélei, a bőr redő alakú visszahajlása által képezett keretbe jutnak. A kereten túl kiemelkedő bőrszegélyeket körömsáncnak nevezik.
Legvastagabb a körömtest, ez a keretek felé kiélesedik és lágyabb, hátulsó vége mélyen benyúl a sáncba, és ott a gyökeret teszi. A köröm anyagát a tövénél található ún. mátrixsejtek termelik. A körömtest külső felszíne sima, az alsón hosszúkás párirányos lécek vannak, melyek a köröm harántmetszetén néhány milliméter magas redőivel illeszkedik az irharéteg hasonló kitüremkedéseibe (körömlécek). Ezek a lécek tömött irhaszövetből állnak, keverve sok rugalmas rosttal, bennük vannak a köröm rózsaszínes árnyalatát okozó vérerek és idegek, melyeknek nagy száma miatt a körömágy megsértése igen fájdalmas.

### Rétegei
A köröm saját szövete két rétegből áll. A felső réteget elszarusodott sejtek alkotják, ez úgy viselkedik, mint a bőr szarurétege. A mélyebb réteg megfelel a bőr Malpighi-rétegének, ezt a körömgyökér alatt körömcsírának (matrix unguis) nevezik, ez küldi el a hámléceket a körömágy irhalécei közé.
A szaruréteg laposdad sokoldalú pikkely alakú sejtekből áll, a nyálkaréteg legmélyebb sejtrostozatában a sejtek henger alakúak, a többi finom csipkékkel vannak ellátva (tüskesejtek). A körömgyökérnél a nyálkaréteg egyenletes vastagsága miatt a vérerek kevésbé tűnnek át, ezért ott a köröm fehéres színű (holdacska).
Köröm a kéz- és a lábujjakon is van, mindegyik végtagon folyamatosan nő – bár a lábon valamivel lassabban, mint a kézen –, ezért a körmöket időnként vágni kell. A kézkörmök vágása, ápolása a manikűr, a lábaké a pedikűr, ezekhez különböző eszközök is kaphatóak (olló, csipesz stb.), de vannak manikűrös és pedikűrös szolgáltatások is.

## Funkciói
A köröm szerepe egyrészt az ujjak végpercének mechanikus védelme, másrészt a tárgyak megragadásához is szükséges, mert megtámasztja az ujjak végpercét.

## A köröm betegségei
Ritka fejlődési rendellenesség a veleszületett, teljes körömhiány. A köröm károsodhat külső behatás következtében (sérülés, fertőzés, vegyi anyagok), de megváltozhat valamilyen általános betegség (vas-, vitamin-, fehérjehiány, keringési zavar) vagy bőrbetegségek (pikkelysömör) kapcsán is.

### Fertőzés
A körömredők és a körömlemez alatt baktériumok és sarjadzógombák szaporodhatnak el, körömágygyulladást okozva. Egyes gombák fehéressárgára, mások zöldre, barnára vagy feketére színezik el a körmöt. A bakteriális eredetű fertőzés gennyedéssel, bőrpírral, duzzanattal és fájdalommal jár.

## Betegségek körömtünetei

### A–vitamin-hiány
Az A–vitamin hiánya következtében a köröm töredezik.

### Vashiány
A köröm lemeze elvékonyodik, berepedezik és töredezik, keresztben akár ketté is hasadhat. A köröm növekedése is lelassul, és a széleinek kitüremkedésével kanálszerűvé alakulhat.

### Szívbetegség
A szöveti oxigénellátás zavarának következtében a köröm megnagyobbodik, vastagabb és domborúbb lesz.

### Alopecia Areata (foltos hajhullás)
A foltos hajhullás autoimmun betegség, melynek társuló tünete lehet a körmök elváltozása, megbetegedése is. Kialakulhat rajtuk hosszanti barázdáltság, fényvesztettség, emellett pettyessé és tarkává is válhatnak.

## Körömápolás
A körömlemezen való elváltozásokból a szervek állapotára, a test ásványi anyag- és vitamin-ellátottságára lehet következtetni. A körmök ápolásához használható hidegen sajtolt extra szűz olívaolaj, avokádóolaj,  mandulaolaj, szójaolaj, ricinusolaj, szőlőmagolaj, argánolaj, kukoricaolaj. Külön-külön, és ezek keverékéből is készíthetőek körömápolók. 
Egyes körömlakkokat gyógyászati céllal is használnak, például körömgomba kezelésére.